# 色漂镇区
色漂镇区為緬甸馬圭省木各具縣的鎮區。2014年人口102,769人，區域面積1,521.0平方公里。該鎮下分81個村莊。色漂為該镇区首府。
色漂镇区座標區域範圍於北緯20度51分至21度15分、東經94度09分至94度48分之間。該镇区坐落在堯河東畔。該镇区在2010年10月23日時因氣旋吉里的襲擊而受創。
該镇区經濟產業以農業為主。在緬甸各地洋蔥市場裡以色漂镇区生產的洋蔥最為知名。

## 毗鄰
與色漂镇区相鄰的地區有：
- 包镇区：位在色漂镇区北邊
- 木各具镇区：位在色漂镇区東北邊和東邊
- 稍埠镇区：位在色漂镇区東南邊
- 沙林镇区：位在色漂镇区南邊
- 索镇区：位在色漂镇区西邊

## 外部連結
- Admin map, 2011, Myanmar Information Management Unit (MIMU) （页面存档备份，存于）
- "Seikpyu Google Satellite Map" （页面存档备份，存于） map of administrative area with listing of principal settlements, from Maplandia World Gazetteer
- "Seik Phyu Township - Magway Division"[永久] map, 8 June 2010, Myanmar Information Management Unit (MIMU)